# Cassandra (seriál)
Cassandra je německý sci-fi televizní seriál žánru thriller z roku 2025, který byl uveden na streamovací platformě Netflix dne 6. února 2025.
Šestidílný seriál napsal a režíroval Benjamin Gutsche. Produkci měli na starost Eva Stadler a Christian Becker pro společnost Rat Pack Film. Amara Palacios působila jako výkonná producentka. Kameramanem byl J. Moritz Kaethner. Obsazení zahrnuje Minu Tander, Joshuu Kantaru, Franze Hartwiga a Michaela Klammera, přičemž hlas umělé inteligence Cassandry namluvila Lavinia Wilson. Natáčení probíhalo v Kolíně nad Rýnem v září 2023.

## Děj
Cassandra, elektronická domácí asistentka (robot) vyvinutá v 70. letech 20. století, je znovu uvedena do provozu poté, co se rodina nastěhuje do domu, který byl 50 let neobývaný. Rodina si zvyká na bydlení v chytré domácnosti, a přichází na to, že v minulosti Cassandra mohla být živým člověkem. 